# Albany (Missouri)
Albany és una població dels Estats Units a l'estat de Missouri. Segons el cens del 2000 tenia 1.937 habitants.

## Demografia
Segons el cens del 2000, Albany tenia 1.937 habitants, 858 habitatges, i 515 famílies. La densitat de població era de 305,3 habitants per km².
Dels 858 habitatges en un 26,1% hi vivien nens de menys de 18 anys, en un 48,8% hi vivien parelles casades, en un 8,2% dones solteres, i en un 39,9% no eren unitats familiars. En el 37,2% dels habitatges hi vivien persones soles el 23,3% de les quals corresponia a persones de 65 anys o més que vivien soles. El nombre mitjà de persones vivint en cada habitatge era de 2,18 i el nombre mitjà de persones que vivien en cada família era de 2,87.
Per edats la població es repartia de la següent manera: un 22,2% tenia menys de 18 anys, un 7,3% entre 18 i 24, un 22,7% entre 25 i 44, un 22,3% de 45 a 60 i un 25,6% 65 anys o més.
L'edat mediana era de 44 anys. Per cada 100 dones de 18 o més anys hi havia 84,5 homes.
La renda mediana per habitatge era de 25.912 $ i la renda mediana per família de 36.042 $. Els homes tenien una renda mediana de 24.321 $ mentre que les dones 21.813 $. La renda per capita de la població era de 17.552 $. Entorn del 9,8% de les famílies i l'11,1% de la població estaven per davall del llindar de pobresa.

## Poblacions més properes
El següent diagrama mostra les poblacions més properes.